# Крива Серпінського
Криві Серпінського — це рекурсивно визначена послідовність неперервних замкнутих плоских фрактальних кривих, відкритих Вацлавом Серпінським.

## Загальний опис
Крива в границі при {\displaystyle n\rightarrow \infty } повністю заповнює одиничний квадрат, так що гранична крива, також звана кривою Серпінського, є прикладом кривих, що заповнюють простір.
Оскільки крива Серпінського заповнює простір, її розмірність Гаусдорфа (в границі при {\displaystyle n\rightarrow \infty }) дорівнює {\displaystyle 2}. Евклідова довжина кривої
{\displaystyle S_{n}} дорівнює {\displaystyle l_{n}={2 \over 3}(1+{\sqrt {2}})2^{n}-{1 \over 3}(2-{\sqrt {2}}){1 \over 2^{n}}},
т. е. вона зростає експоненційно за {\displaystyle n}, а границя при {\displaystyle n\rightarrow \infty } площі області, охопленої кривою {\displaystyle S_{n}}, становить {\displaystyle 5/12} квадрата (в Евклідовій метриці).
|  |  |  |

## Використання кривої
Крива Серпінського корисна для деяких практичних застосувань, оскільки вона симетричніша, ніж інші криві, що заповнюють простір, які зазвичай розглядають. Наприклад, її використано як базис для швидкої побудови наближеного розв'язку задачі комівояжера (пошук найкоротшого обходу заданих точок) — евристичний розв'язок полягає у відвідуванні точок у тій послідовності, в якій вони зустрічаються на кривій Серпінського. Для здійснення потрібно два кроки. Спочатку обчислюється обернена позиція кожної точки, потім значення сортуються. Цю ідею використано для системи маршрутизації комерційних машин, яка базувалася тільки на картках Rolodex.
На основі кривої Серпінського можна реалізувати вібраторні або друковані конструкції антен.

## Побудова кривої
Крива, що заповнює простір, є неперервним відображенням одиничного інтервалу в одиничний квадрат і (псевдо) оберненим відображенням одиничного квадрата в одиничний інтервал. Один зі способів побудови псевдооберненого відображення такий. Нехай нижній лівий кут (0, 0) одиничного квадрата відповідає 0.0 (і 1.0). Тоді верхній лівий кут (0, 1) має відповідати 0.25, правий верхній кут (1, 1) — 0.50, а нижній правий кут (1, 0) — 0.75. Прообраз внутрішніх точок обчислюється з використанням рекурсивної структури кривої. Нижче наведено функцію на Java, яка обчислює відносне положення будь-якої точки кривої Серпінського (тобто, псевдообернене значення). Функція приймає координати точки (x, y) і кути охоплювального прямокутного рівнобедреного трикутника (ax, ay), (bx, by) і (cx, cy) (Зауважимо, що одиничний квадрат є об'єднанням двох таких трикутників). Інші параметри визначають рівень точності обчислень.
```
  
static
 
long
 
sierp_pt2code
(
 
double
 
ax
,
 
double
 
ay
,
 
double
 
bx
,
 
double
 
by
,
 
double
 
cx
,
 
double
 
cy
,

    
int
 
currentLevel
,
 
int
 
maxLevel
,
 
long
 
code
,
 
double
 
x
,
 
double
 
y
 
)
 

  
{

    
if
 
(
currentLevel
 
<=
 
maxLevel
)
 
{

      
currentLevel
++
;

      
if
 
((
sqr
(
x
-
ax
)
 
+
 
sqr
(
y
-
ay
))
 
<
 
(
sqr
(
x
-
cx
)
 
+
 
sqr
(
y
-
cy
)))
 
{

        
code
 
=
 
sierp_pt2code
(
 
ax
,
 
ay
,
 
(
ax
+
cx
)
/
2.0
,
 
(
ay
+
cy
)
/
2.0
,
 
bx
,
 
by
,

          
currentLevel
,
 
maxLevel
,
 
2
 
*
 
code
 
+
 
0
,
 
x
,
 
y
 
);

      
}

      
else
 
{

        
code
 
=
 
sierp_pt2code
(
 
bx
,
 
by
,
 
(
ax
+
cx
)
/
2.0
,
 
(
ay
+
cy
)
/
2.0
,
 
cx
,
 
cy
,

          
currentLevel
,
 
maxLevel
,
 
2
 
*
 
code
 
+
 
1
,
 
x
,
 
y
 
);

      
}

    
}

    
return
 
code
;
  

  
}

```

Наступний аплет на мові Java малює криву Серпінського за допомогою чотирьох взаємно рекурсивних методів (методів, що викликають один одного):
```
import
 
java.applet.Applet
;

import
 
java.awt.Graphics
;

import
 
java.awt.Image
;

public
 
class
 
SierpinskyCurve
 
extends
 
Applet
 
{

    
private
 
SimpleGraphics
 
sg
 
=
 
null
;

    
private
 
int
 
dist0
 
=
 
128
,
 
dist
;

    
private
 
Image
 
offscrBuf
;

    
private
 
Graphics
 
offscrGfx
;

    
public
 
void
 
init
()
 
{

        
sg
 
=
 
new
 
SimpleGraphics
(
getGraphics
());

        
dist0
 
=
 
100
;

        
resize
(
4
 
*
 
dist0
,
 
4
 
*
 
dist0
);

    
}

    
public
 
void
 
update
(
Graphics
 
g
)
 
{

        
paint
(
g
);

    
}

    
public
 
void
 
paint
(
Graphics
 
g
)
 
{

        
if
 
(
g
 
==
 
null
)

            
throw
 
new
 
NullPointerException
();

        
if
 
(
offscrBuf
 
==
 
null
)
 
{

            
offscrBuf
 
=
 
createImage
(
this
.
getWidth
(),
 
this
.
getHeight
());

            
offscrGfx
 
=
 
offscrBuf
.
getGraphics
();

            
sg
.
setGraphics
(
offscrGfx
);

        
}

        
int
 
level
 
=
 
3
;

        
dist
 
=
 
dist0
;

        
for
 
(
int
 
i
 
=
 
level
;
 
i
 
>
 
0
;
 
i
--
)

            
dist
 
/=
 
2
;

        
sg
.
goToXY
(
2
 
*
 
dist
,
 
dist
);

        
sierpA
(
level
);
 
// start recursion

        
sg
.
lineRel
(
'X'
,
 
+
dist
,
 
+
dist
);

        
sierpB
(
level
);
 
// start recursion

        
sg
.
lineRel
(
'X'
,
 
-
dist
,
 
+
dist
);

        
sierpC
(
level
);
 
// start recursion

        
sg
.
lineRel
(
'X'
,
 
-
dist
,
 
-
dist
);

        
sierpD
(
level
);
 
// start recursion

        
sg
.
lineRel
(
'X'
,
 
+
dist
,
 
-
dist
);

        
g
.
drawImage
(
offscrBuf
,
 
0
,
 
0
,
 
this
);

    
}

    
private
 
void
 
sierpA
(
int
 
level
)
 
{

        
if
 
(
level
 
>
 
0
)
 
{

            
sierpA
(
level
 
-
 
1
);

            
sg
.
lineRel
(
'A'
,
 
+
dist
,
 
+
dist
);

            
sierpB
(
level
 
-
 
1
);

            
sg
.
lineRel
(
'A'
,
 
+
2
 
*
 
dist
,
 
0
);

            
sierpD
(
level
 
-
 
1
);

            
sg
.
lineRel
(
'A'
,
 
+
dist
,
 
-
dist
);

            
sierpA
(
level
 
-
 
1
);

        
}

    
}

    
private
 
void
 
sierpB
(
int
 
level
)
 
{

        
if
 
(
level
 
>
 
0
)
 
{

            
sierpB
(
level
 
-
 
1
);

            
sg
.
lineRel
(
'B'
,
 
-
dist
,
 
+
dist
);

            
sierpC
(
level
 
-
 
1
);

            
sg
.
lineRel
(
'B'
,
 
0
,
 
+
2
 
*
 
dist
);

            
sierpA
(
level
 
-
 
1
);

            
sg
.
lineRel
(
'B'
,
 
+
dist
,
 
+
dist
);

            
sierpB
(
level
 
-
 
1
);

        
}

    
}

    
private
 
void
 
sierpC
(
int
 
level
)
 
{

        
if
 
(
level
 
>
 
0
)
 
{

            
sierpC
(
level
 
-
 
1
);

            
sg
.
lineRel
(
'C'
,
 
-
dist
,
 
-
dist
);

            
sierpD
(
level
 
-
 
1
);

            
sg
.
lineRel
(
'C'
,
 
-
2
 
*
 
dist
,
 
0
);

            
sierpB
(
level
 
-
 
1
);

            
sg
.
lineRel
(
'C'
,
 
-
dist
,
 
+
dist
);

            
sierpC
(
level
 
-
 
1
);

        
}

    
}

    
private
 
void
 
sierpD
(
int
 
level
)
 
{

        
if
 
(
level
 
>
 
0
)
 
{

            
sierpD
(
level
 
-
 
1
);

            
sg
.
lineRel
(
'D'
,
 
+
dist
,
 
-
dist
);

            
sierpA
(
level
 
-
 
1
);

            
sg
.
lineRel
(
'D'
,
 
0
,
 
-
2
 
*
 
dist
);

            
sierpC
(
level
 
-
 
1
);

            
sg
.
lineRel
(
'D'
,
 
-
dist
,
 
-
dist
);

            
sierpD
(
level
 
-
 
1
);

        
}

    
}

}

class
 
SimpleGraphics
 
{

    
private
 
Graphics
 
g
 
=
 
null
;

    
private
 
int
 
x
 
=
 
0
,
 
y
 
=
 
0
;

    
public
 
SimpleGraphics
(
Graphics
 
g
)
 
{

        
setGraphics
(
g
);

    
}

    
public
 
void
 
setGraphics
(
Graphics
 
g
)
 
{

        
this
.
g
 
=
 
g
;

    
}

    
public
 
void
 
goToXY
(
int
 
x
,
 
int
 
y
)
 
{

        
this
.
x
 
=
 
x
;

        
this
.
y
 
=
 
y
;

    
}

    
public
 
void
 
lineRel
(
char
 
s
,
 
int
 
deltaX
,
 
int
 
deltaY
)
 
{

        
g
.
drawLine
(
x
,
 
y
,
 
x
 
+
 
deltaX
,
 
y
 
+
 
deltaY
);

        
x
 
+=
 
deltaX
;

        
y
 
+=
 
deltaY
;

    
}

}

```

Наступна програма на мові Лого малює криву Серпінського з використанням рекурсії.
```
to half.sierpinski :size :level
 if :level = 0 [forward :size stop]
 half.sierpinski :size :level - 1
 left 45
 forward :size * sqrt 2 
 left 45
 half.sierpinski :size :level - 1
 right 90
 forward :size 
 right 90
 half.sierpinski :size :level - 1
 left 45
 forward :size * sqrt 2 
 left 45
 half.sierpinski :size :level - 1
end
```

```
to sierpinski :size :level
 half.sierpinski :size :level
 right 90
 forward :size
 right 90
 half.sierpinski :size :level
 right 90
 forward :size
 right 90
end
```